# Kostel Saint-Sauveur de Liaucous
Románský kostel Saint-Sauveur de Liaucous se nachází ve vesničce Liaucous, místní části francouzské obce Mostuéjouls asi 1 km severozápadně od soutoku řek Tarn a Jonte. Kostel leží ve francouzském departementu Aveyron v regionu Occitanie. Kostel je od roku 1930 zapsán na seznamu historických památek Francie.

## Historie
Traduje se, že kostel Saint-Sauveur de Liaucous je bývalou kaplí hradu, který byl dominantou vesnice. Postaven měl být kolem roku 1060. Původně byly kostel a hrad postaveny vedle sebe. Místnost v prvním patře hradu se musela nacházet nad prvním rizalitem lodi. Po zboření hradu v 17. století zůstal kostel osamocen. V roce 1860, kdy byla postavena nová fara, byly do budovy kostela začleněny části starého hradu. Fara se nachází hned vedle kostela, na němž jsou dodnes patrné stopy po demolici hradní budovy: stavba se tehdy rozšířila na západ, kde byla pravděpodobně spojena s hradem.

## Popis
Stavba kostela se skládá z dvojlodí s uličkami, jakéhosi předsálí a chóru, kterému předchází trojboká apsida. Uličky končily apsidami, které byly zbořeny při stavbě dvou kaplí, jižní v 16. století a severní v 19. století. Zvonice je zastřešena kopulí.

## Galerie

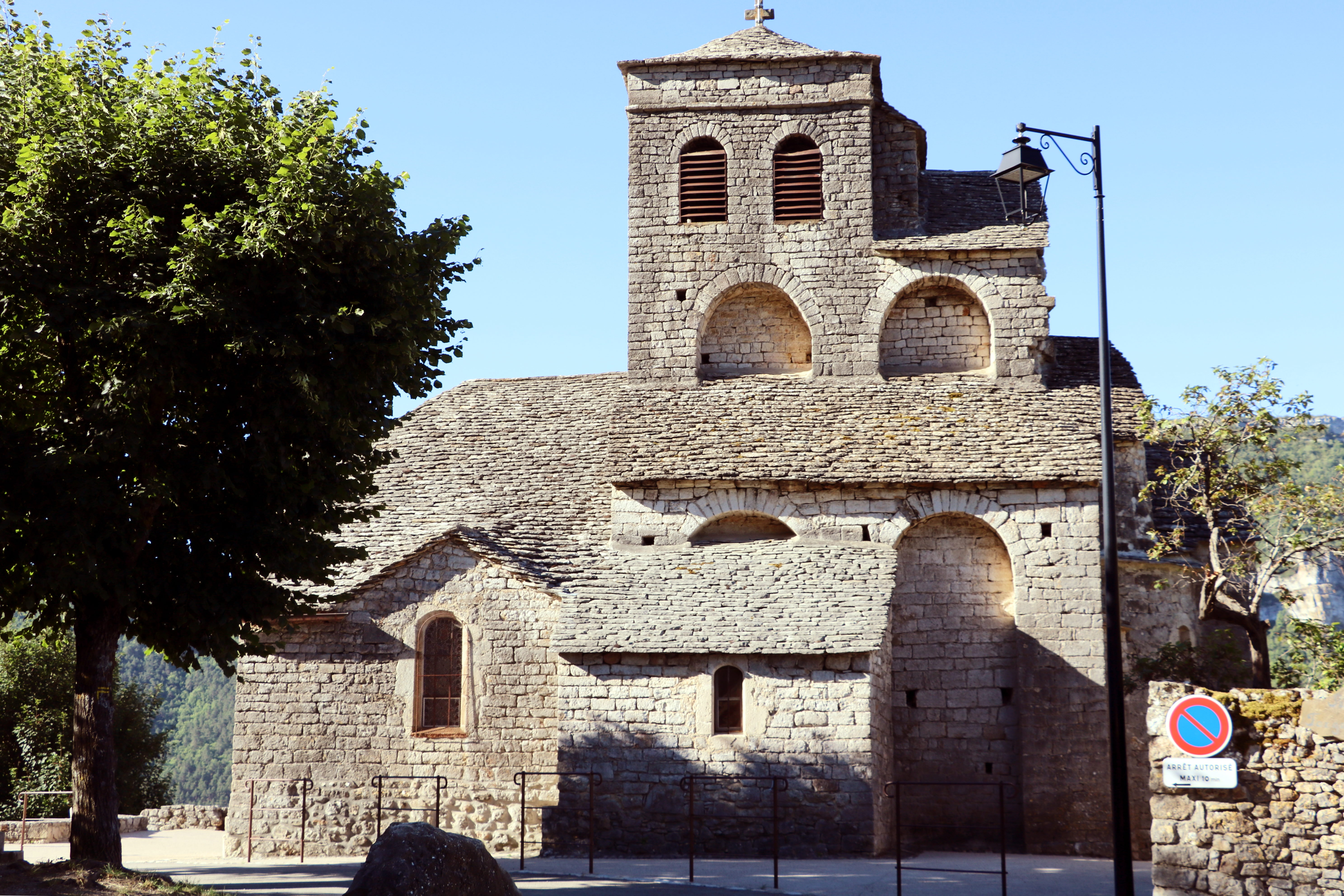
Kostel Saint-Sauveur de Liaucous
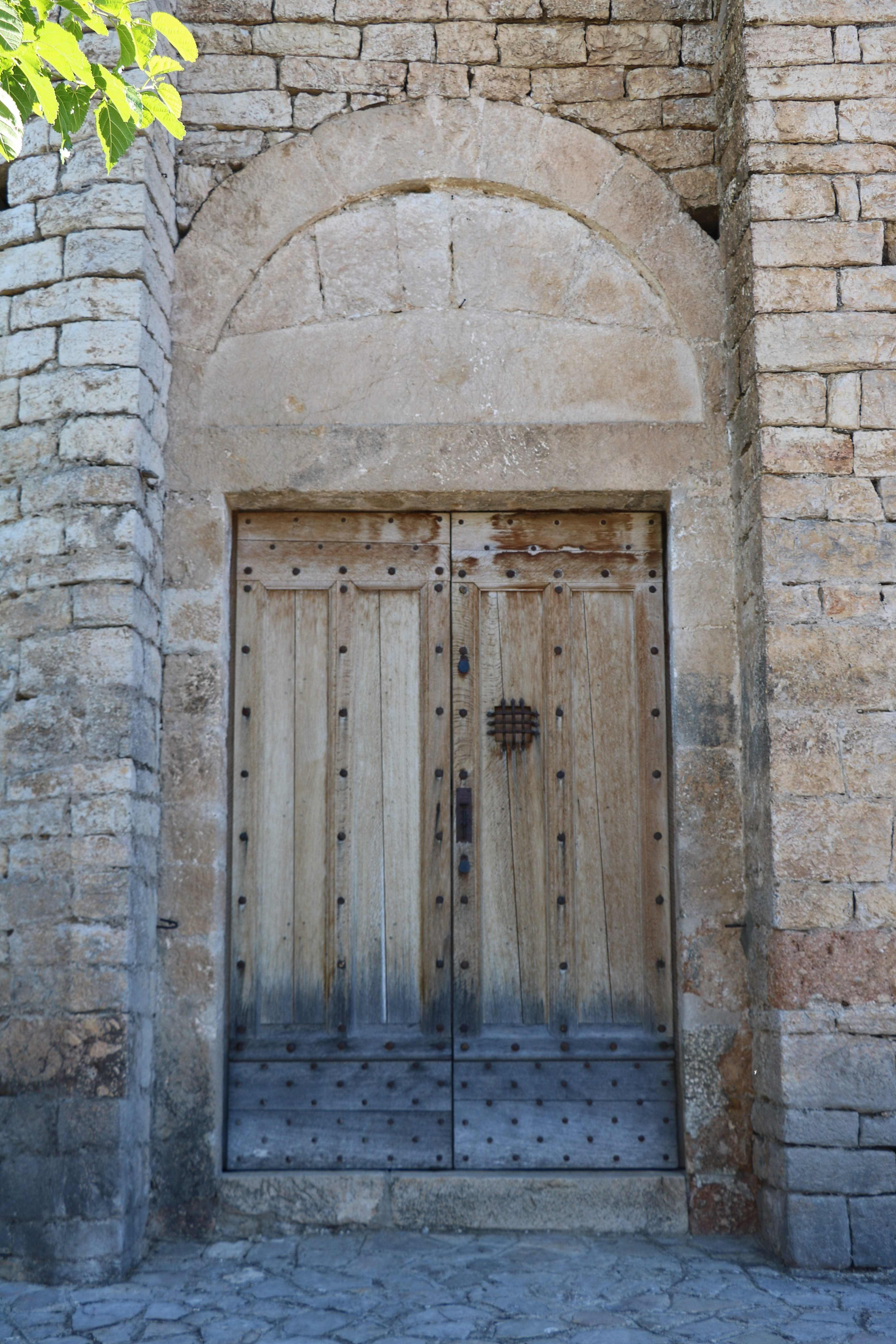
Kostel Saint-Sauveur de Liaucous - vstupní portál
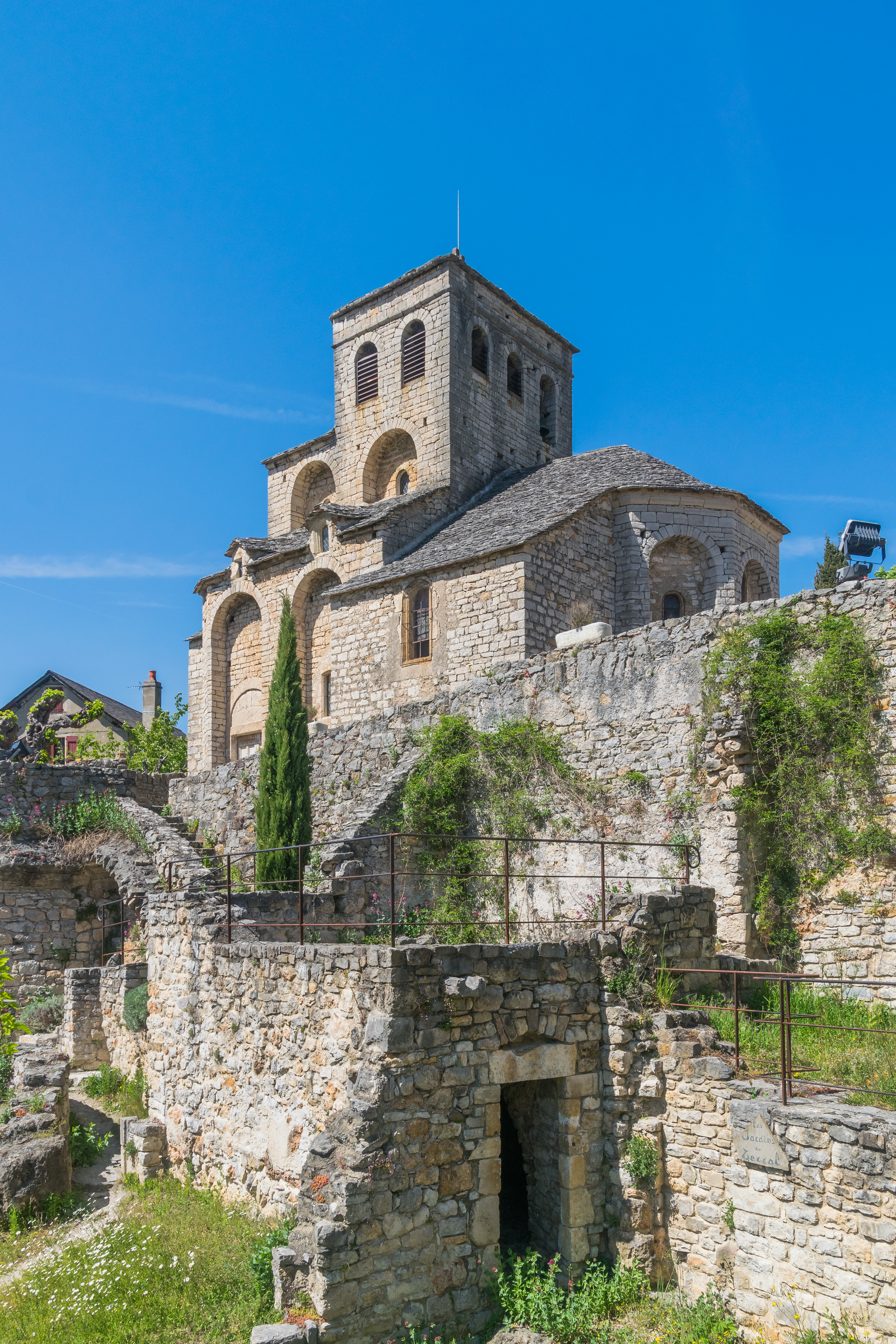
Kostel Saint-Sauveur de Liaucous
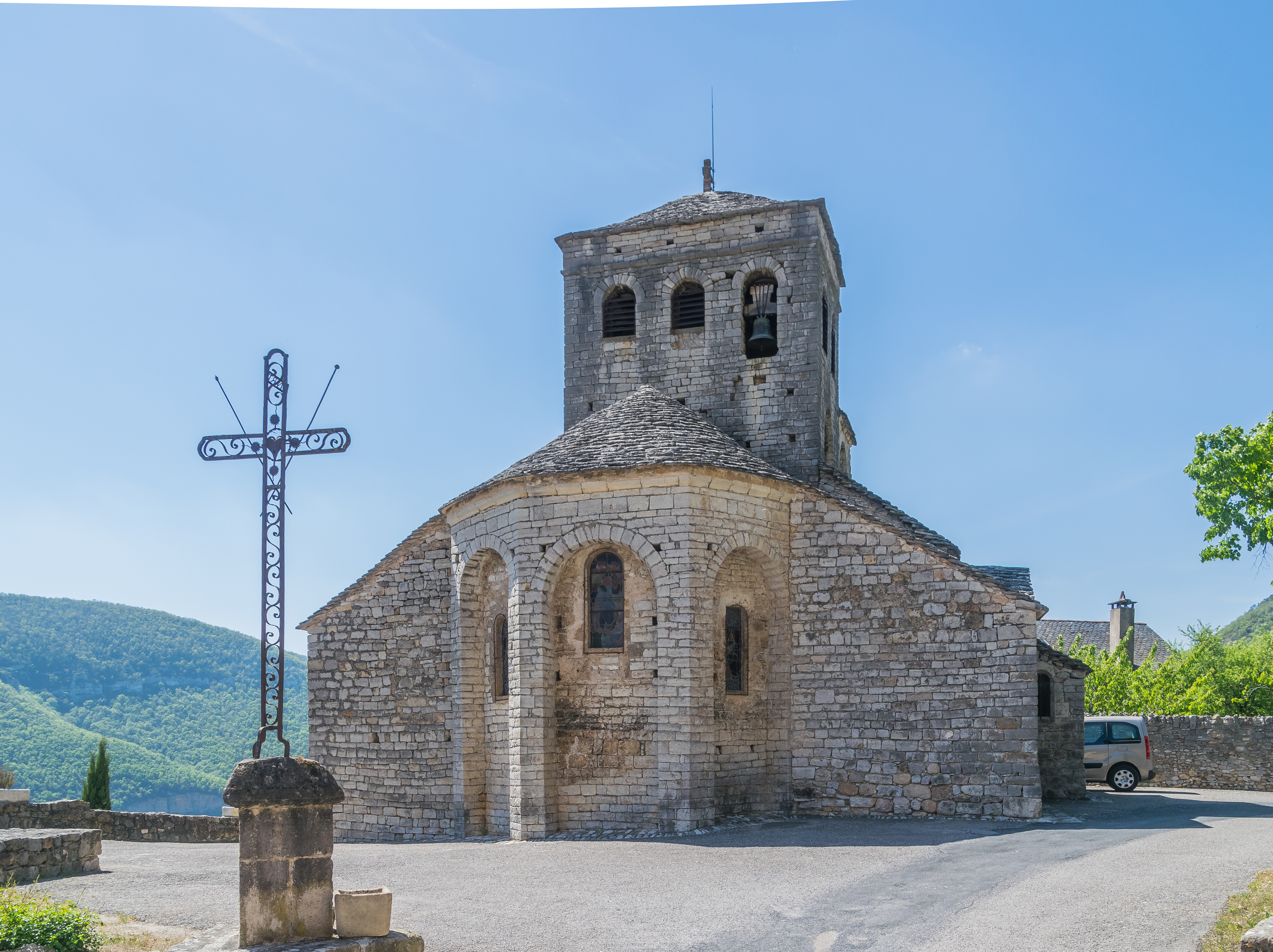
Kostel Saint-Sauveur de Liaucous
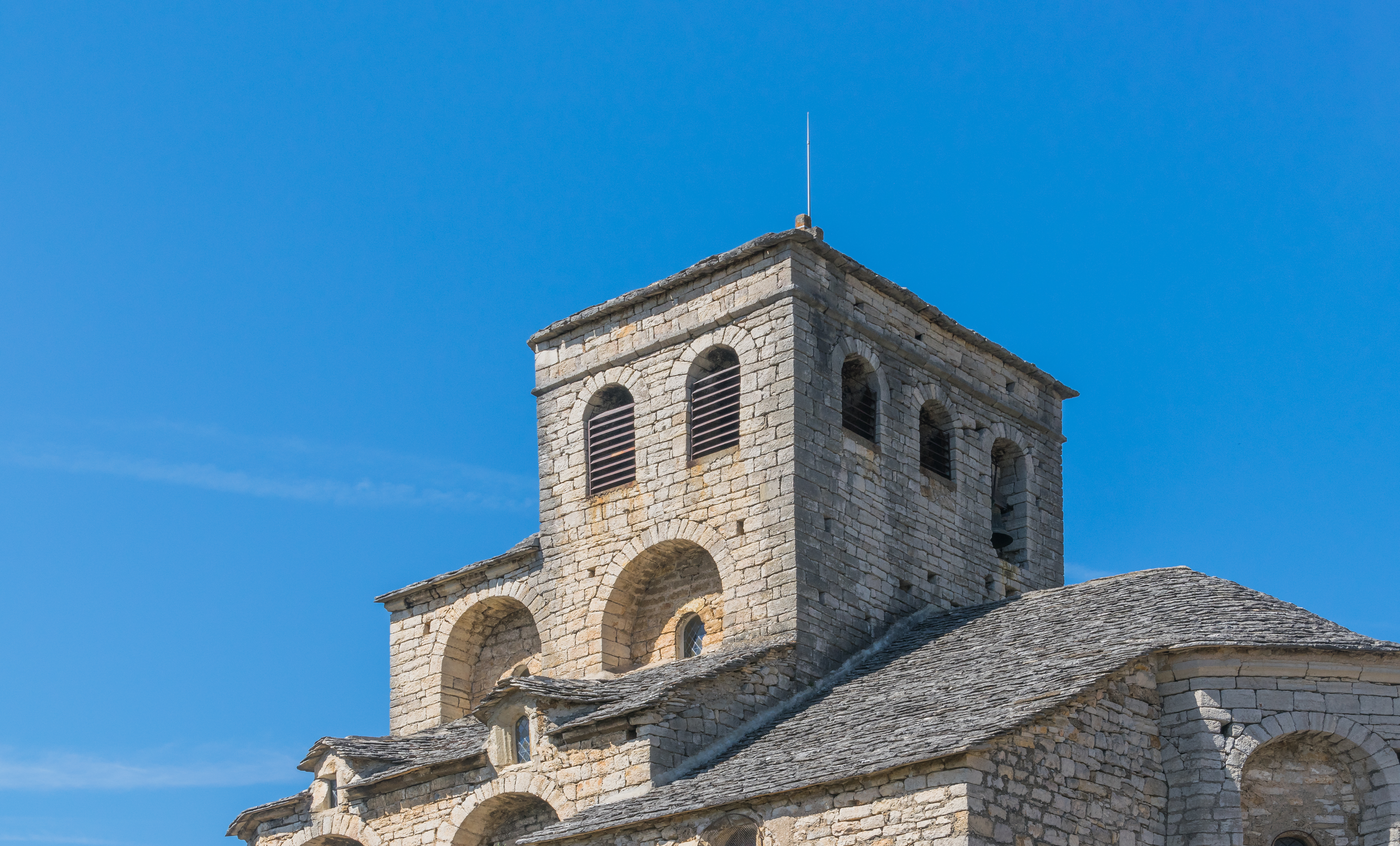
Kostel Saint-Sauveur de Liaucous - zvonice